# Christa von der Marwitz
Christa von der Marwitz (geb. Zeiss) (* 23. Dezember 1918 in Frankfurt am Main; † 18. September 2015 in Darmstadt) war eine deutsche Autorin, Dolmetscherin und Kommunalpolitikerin.

## Leben

### Herkunft und Familie
Christa von der Marwitz war die Tochter des Kaufmanns Wilhelm August Zeiss (1890–1970) und dessen Ehefrau Emily Wölfel. Der Epidemiologe Heinz Zeiss war ihr Onkel. Ihr Bruder Carl Arnim (1921–1941) war Theologiestudent und fiel an der Ostfront.
Am 18. September 1948 heiratete sie in Schönberg im Taunus den Kommunalpolitiker Gebhard von der Marwitz. Aus der Ehe sind die Töchter Beate und Iris hervorgegangen.

### Werdegang und Wirken
Nach dem Abitur an der  Anna-Schmidt-Schule in Frankfurt im Jahre 1937 erhielt sie im Ausland eine Ausbildung zur Wirtschaftskorrespondentin und Dolmetscherin und besuchte Sprachschulen. Während des Krieges war sie drei Jahre lang als Fernschreiberin in Frankreich eingesetzt. Nach dem Krieg wurde sie Konferenzdolmetscherin beim Alfred Petersen, dem Präsidenten der Industrie- und Handelskammer Frankfurt am Main. 1947 begleitete sie den Frankfurter Oberbürgermeister Walter Kolb bei Verhandlungen mit den Amerikanern.
Die Erfahrungen aus ihrer Jugendzeit haben sie dazu veranlasst, sich für die Verschwisterung der europäischen Städte einzusetzen. Von 1962 an lebte und wirkte sie in Darmstadt als Autorin, Stadtverordnete  und Mitglied zahlreicher öffentlicher Institutionen.
In ihrer Kindheit und Jugend bewegte sich Christa  in adligen Kreisen und war eng befreundet mit Nina Schenk Gräfin von Stauffenberg, geborene Freiin von Lerchenfeld und Gattin des Widerstandskämpfers Claus Schenk Graf von Stauffenberg. So kam sie auch mit dessen Gesinnungsgenossen  Axel von dem Bussche und Adam von Trott zu Solz zusammen.
Als Erinnerung an ihre Freundin Nina hatte Christa zusammen mit dem Wheel Club Darmstadt die Taufe einer Rose auf den Namen „Nina-von-Stauffenberg“ angeregt. Gepflanzt wurde die rosafarbene Kletterrose der Sorte Gloria die in Anwesenheit von Franz Ludwig Schenk Graf von Stauffenberg auf der Darmstädter Rosenhöhe.

### Öffentliche Ämter und Mitgliedschaften
- 1948 Mitbegründerin der deutsch-französischen Gesellschaft
- 1951 Mitbegründerin und zeitweise Vorsitzende der Arbeitsgemeinschaft Hessischer Frauenverbände
- Mitbegründerin und von 1956 bis 1960 Vizepräsidentin der Europa-Union, tätig im Bundeshauptausschuss und Landesvorstand Hessen
- Vize-Präsidentin der Steuben-Schurz-Gesellschaft
- Mitglied des Freien Deutschen Hochstifts
- Mitglied im Bildungswerk „Europäische Politik“ e.V.
- 1971–1981 Kreisvorsitzende der Europa-Union Darmstadt
- Mitglied im Deutschen Frauenring
- Mitglied im Deutschen Hausfrauenbund
- Mitglied im Hessischen Diakonieverein
- Mitglied beim Nachbarschaftsheim Darmstadt
- Mitglied im International Women’s Club
- Mitglied in der International Association of Settlement and Neighboroos Homes
- Ehrenmitglied der Gesellschaft der Bibliotheksfreunde an der  Universitätsbibliothek Frankfurt am Main

### Auszeichnungen und Ehrungen
- 1944 Kriegsverdienstmedaille
- 1988 Europanadel in Gold
- Bundesverdienstkreuz am Bande

### Schriften und Werke (Auswahl)
- Das Spielzeug aus Frankfurter Familienbesitz, Kramer-Verlag, Frankfurt/Main 1965
- Der kleinen Kinder Zeitvertreib, Darmstadt 1967
- Darmstädter Kinder- und Märchenbuch, 1978
- Eine Krippe aus dem Münsterland in Familienbesitz, Verlag Langewiesche, Königstein im Taunus, 1979
- Das Gontard'sche Puppenhaus im Historischen Museum Frankfurt am Main. Kelkheim/Ts., 1987, siehe auch Gontardsches Puppenhaus
- Offenbacher Puppenhaus von 1757, Leben im 18. Jahrhundert, Offenbach: Stadtmuseum, 1995